# Höflarn (Nabburg)
Höflarn ist ein Ortsteil der Stadt Nabburg im Oberpfälzer Landkreis Schwandorf (Bayern).

## Geografie
Höflarn liegt an der Staatsstraße 2040, etwa drei Kilometer östlich der Bundesautobahn 93 und ungefähr vier Kilometer östlich von Nabburg.

## Geschichte

### Von den Anfängen bis zum 16. Jahrhundert
Höflarn (auch: Hoflern, Höflein, Höfflern) wurde Mitte des 14. Jahrhunderts erstmals schriftlich erwähnt.
1333 war es Besitz des Klosters Reichenbach.
Zu den folgenden Besitzern gehörten Konrad der Pernhofer und Konrad der Muracher.
Kurfürst Ludwig III. gestattete dem Naburger Bürger Paul Sauerzapf die Errichtung eines Hauses in Höflarn.
Dieser erklärte 1419 diese seine Behausung in Höflarn zum offenen Haus für den Kurfürsten.
1479 wird dieses Haus in einem Zehentbrief als „Sitz Höflarn“ bezeichnet.
Die folgenden Besitzer von Höflarn waren Rudolf Alberger, Heinrich Hemerl, Frau Dorothea Kembnaterin.
Bis 1510 war das Gut Höflarn freieigener Besitz.
Dann gelangte es durch Kauf an Friedrich Steinlinger, der es als Mannlehen an Pfalzgraf Ludwig V. gab.
Bis in die 1570er Jahre blieb Höflarn bei der Familie Steinlinger.
Als diese im Mannesstamm ausstarb, wurde es an Niclas Sibenhar verkauft, der es 1589 an Hans Wolf Beheim weiterverkaufte.

### 17. bis Beginn 19. Jahrhundert
Höflarn wechselte nun ständig den Besitzer, bis es über Hanns Fridrichen und Hanns Ulrichen schließlich an Konrad von Knöringen kam, der von Pfalzgraf Johann Kasimir mit Höflarn belehnt wurde.
Er stand dem adeligen Gut Höflarn bis 1631 vor und setzte sich sehr aktiv aber erfolglos für die Belange der oberpfälzischen Landschaft ein.
In der Zeit der Rekatholisierung unter Kurfürst Maximilian musste er 1629 mit seiner Familie nach Regensburg emigrieren, weil er nicht zum katholischen Glauben konvertieren wollte.
Während der folgenden Jahre durfte Konrad von Knöringen sich nur noch zur Ernte und Saatzeit und ansonsten zwei- oder dreimal im Jahr auf seinen Besitztümern aufhalten.
Er starb 1631 und sein Erbe wurde kommissarisch von seiner Witwe Regina von Knöringen, geborene Dirrling, verwaltet.
Das Landsassengut Höflarn litt unter den Auswirkungen des Dreißigjährigen Krieges und war hoch verschuldet.
Konrads Söhne Johann Friedrich von Knöringen und sein Bruder Johann Bernhard wurden 1645 mit Höflarn belehnt.
Ab 1654 war der katholische Johann Friedrich von Knöringen Alleinbesitzer und wurde ein zweites Mal mit Höflarn belehnt.
Bereits 1655 verkaufte er Höflarn an Hans Albrecht Singer von Moosau.
Die Familie Singer besaß das Gut bis 1680.
Ab 1680 wechselte Höflarn in kurzen Abständen seine Besitzer.
Über Johann Friedrich Wilhelm von Lilgenau (1680), Joseph Anton von Leopart (1709), Johann Andrä Kammerpauer, Dr. Gottlieb von Schallern aus Bayreuth (1801) kam es an Karl Christian Freiherr von Morgen (1805).
Höflarn war zunächst Mannlehen, ab 1727 aber durchgehendes Lehen, d. h. auch weibliche Familienmitglieder konnten es als Lehen erben.
Es bestand aus dem Sitz und Gut Höflarn, einem Schafgang, zwei Höfen, einem Weiher, Wiesen, Äckern, Holz und Holzwachs.
Einschließlich Bärnmühle, das zu Höflarn gehörte, hatte Höflarn im 18. Jahrhundert 4 Häuser, ein herrschaftliches Schloss, einen Meierhof, ein Hirtenhaus, einen Schreiner, einen Müller und einen Schneider.

### 19. Jahrhundert bis Gegenwart
1805 gelangte Höflarn in den Besitz der Familie von Morgen.
Der preußische Hauptmann und Sachsen-Coburgische Kammerjunker Karl Christian Freiherr von Morgen kaufte am 20. Oktober 1803 Höflarn zusammen mit Eckendorf für 25100 rheinische Gulden einschließlich 100 Gulden für das Wirtschaftsinventar und 500 Gulden Schlüsselgeld.
Am 23. Februar 1805 wurde er mit Höflarn belehnt und ließ am gleichen Tag durch seinen Beauftragten Lizentiat Franz Joseph Obernberger die Landsassenpflicht ablegen.
Nach dem Tod des Freiherrn von Morgen im Jahre 1808 gelangte seine Witwe Gertrud Clementine von Morgen erst 1815 nach langen Rechtsstreitigkeiten in den Besitz von Höflarn.
Zwar versuchte sie in einem zähen Kampf auch die Gerichtsbarkeit über die 7 Familien von Höflarn, die Müllersfamilie von Bärnmühle und die 9 Familien von Eckendorf in ihrer Hand zu erhalten, konnte dies aber nicht mehr erreichen und so ging die Gerichtsbarkeit über Höflarn am 20. März 1816 an das Landgericht Nabburg über.
Nach dem Tod der Freifrau von Morgen verzichtete ihre Universalerbin, die Witwe Eichwedl aus Jena, 1828 auf alle Gerichtsbarkeit über die Güter Höflarn und Eckendorf.
1811 wurde Höflarn als zum Steuerdistrikt Girnitz und zur Obmannschaft Diendorf gehörig aufgeführt.
1828 gehörte Höflarn mit 6 Wohngebäuden, 12 Familien und 60 Einwohnern zur Landgemeinde Diendorf, zur Filialkirche in Perschen und zur katholischen Schule in Perschen. Alle Einwohner waren katholisch.
Zum Stichtag 23. März 1913 (Osterfest) gehörte Höflarn zur Filialkirche Perschen und damit zur Pfarrei Nabburg. Es hatte vier Häuser und 24 Einwohner.
1964 hatte Höflarn 6 Wohngebäude und 27 Einwohner und gehörte zur Landgemeinde Diendorf und zum Landkreis Nabburg.
Zum 1. Juli 1972 wurde der Landkreis Nabburg aufgelöst und Höflarn gelangte als Teil der Gemeinde Diendorf in den neu gebildeten Landkreis Schwandorf.
Am 1. Januar 1975 wurde Höflarn als Teil der Gemeinde Diendorf in die Stadt Nabburg eingegliedert.
Am 31. Dezember 1990 hatte Höflarn 41 Einwohner und gehörte zur Pfarrei Nabburg.

## Schloss Höflarn
Die Geschichte dieses Ortes ist ident mit der des Landsassengutes und Schlosses Höflarn, heute Modl-Bauer genannt. Das ehemalige Schloss ist eine Zweiflügelanlage mit einem Walmdach, der Westflügel besitzt einen Dreiseitschluss.

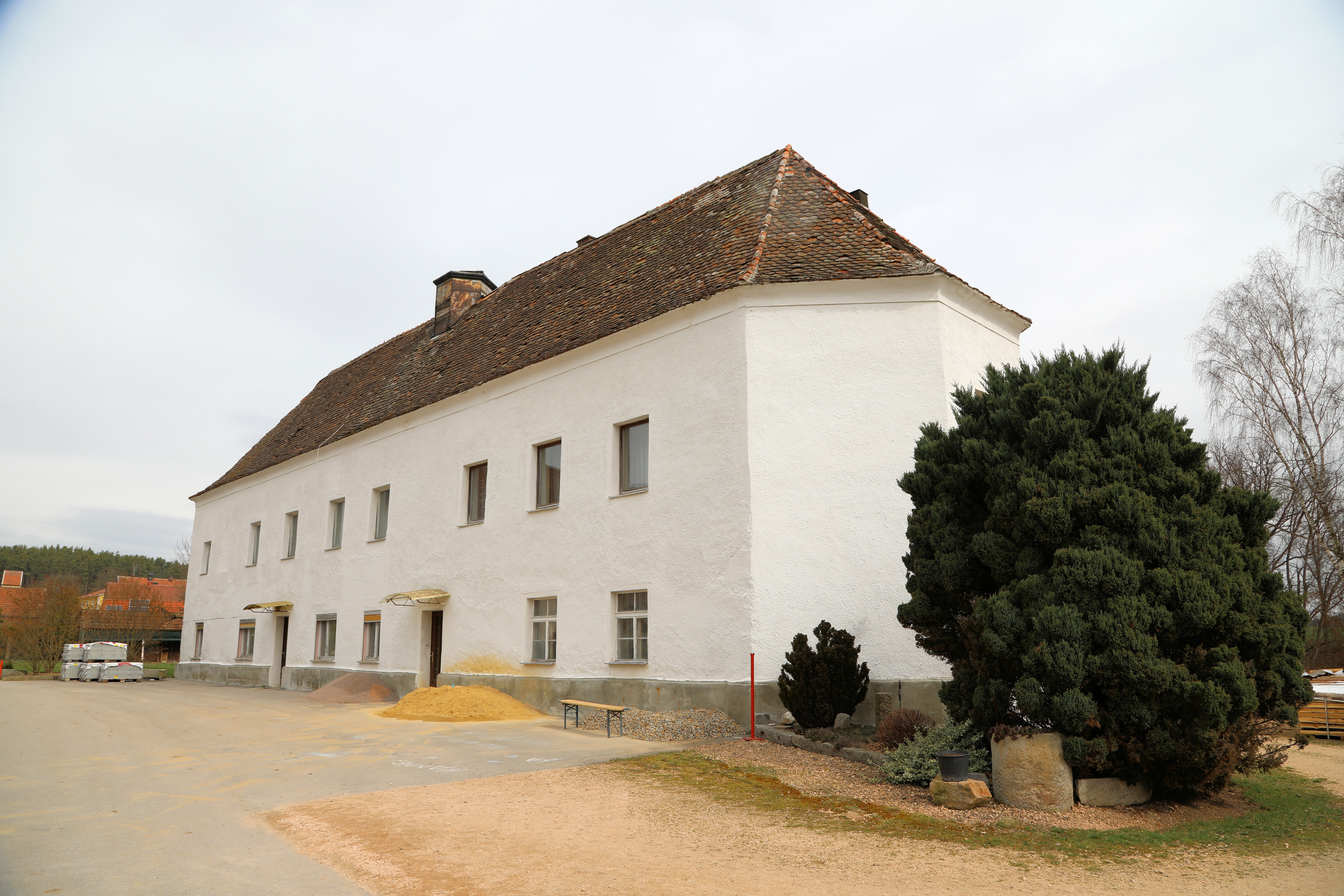
Schloss Höflarn (2023)

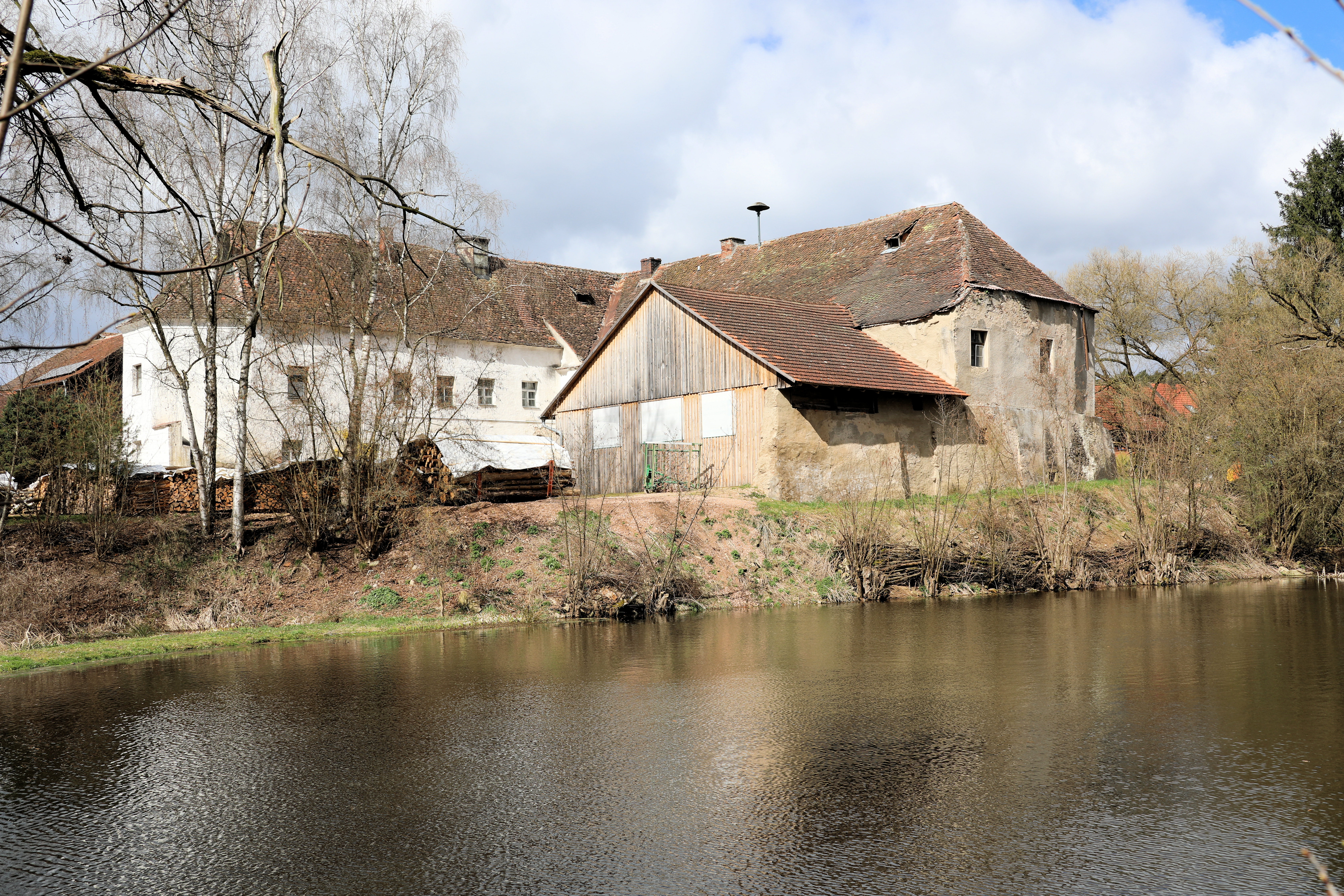
Ehemaliges Schloss Höflarn (2023)

Das denkmalgeschützte Gebäude stammt im Kern aus dem 18. Jahrhundert. Die Anlage wird als Bodendenkmal unter der Aktennummer D-3-6539-0143 im Bayernatlas als „archäologische Befunde im Bereich des ehem. Schlosses von Höflarn, zuvor mittelalterliche Burg“ geführt. Ebenso ist sie unter der Aktennummer D-3-76-144-112 als denkmalgeschütztes Baudenkmal von Höflarn verzeichnet.